# I'll Whip Ya Head Boy
«I'll Whip Ya Head Boy» — радіо-сингл американського репера 50 Cent із саундтреку фільму «Розбагатій або помри». На оригінальній альбомній версії відсутні M.O.P. Пісню можна почути в меню DVD та кілька разів у стрічці, зокрема в інтро. Ремікс видали промо-синглом для радіостанцій США.

## Ремікси
- «I'll Whip Ya Head Boy (Remix)» (з участю Young Buck та M.O.P.)
- «We Get That Bread» (Juelz Santana з уч. Lil Wayne)
- «Get That Bread» (Cassidy)
- «Roger That» (Lil Wayne з уч. Javon Black та Young Jeezy)

## Чартові позиції
| Чарт (2006)              | Найвища позиція |
| ------------------------ | --------------- |
| US Hot R&B/Hip-Hop Songs | 74              |